# Бертинотти, Фаусто
Фаусто Бертинотти (итал. Fausto Bertinotti; род. 22 марта 1940, Милан) — итальянский профсоюзный деятель и левый политик, с 1994 до 2006 г. — глава Партии коммунистического возрождения.

## Биография
Будучи в 1975—1985 годах региональным секретарём Итальянской всеобщей конфедерации труда в Пьемонте, принимал активное участие в забастовочном движении, включая 35-дневную оккупацию завода «Фиат» рабочими.
Состоял в:
- 1960-х — Итальянской социалистической партии
- 1964—1972 — Итальянской социалистической партии пролетарского единства
- 1972—1993 — Итальянской коммунистической партии (после 1991 — Партия демократических левых)
- с 1993 — Партии коммунистического возрождения.

В 1994, 1999, 2004 гг. избирался депутатом Европарламента.
С 29 апреля 2006 г. по 28 апреля 2008 г. был спикером палаты депутатов итальянского парламента.